# Boogie Nights
「Boogie Nights」（ブギー・ナイツ）は、SUGIURUMNの7枚目のシングルである。

## 解説
- 6枚目のシングル「SWEET AMAZING」からおよそ2か月後という速さでリリースされた。ハウスよりもロック風に仕上がっている。
- ボーカルに海外のロックシンガーKramとコラボしている。
- 1か月後に6枚目のアルバム『House beat』がリリースされ、本作も収録されている。
- また1年後の2006年4月28日にアナログ盤もリリースされる。
- 本作以降、SUGIURUMNはシングルCDをリリースしていない。

## 収録曲

### CD
1. Boogie Nights
  - featuring Kram
2. sweet amazing -MALAWI ROCKS Remix-
  - MALAWI ROCKSによるSWEET AMAZINGのリミックス、本作の他に『EMMA HOUSE』などのミックスCDなどで収録されている。
3. Boogie Nights (dub)
  - 本作のみ収録のダブバージョン。

### アナログ盤
- 2006年4月28日リリース
- 販売元　NITELIST MUSIC

A面
1. Boogie Nights Feat. Kram (ORIGINAL MIX)

B面
1. Boogie Nights Feat. Kram (Sugiurumn 2006 Remix)
  - SUGIURUMNによるセルフリミックス。リミックスアルバム『House beat Evolution』に収録されている。